# PYGO1
PYGO1‏ (Pygopus family PHD finger 1) هوَ بروتين يُشَفر بواسطة جين PYGO1 في الإنسان.